# David Griffiths (komponist)
 For alternative betydninger, se David Griffiths. (Se også artikler, som begynder med David Griffiths)
David Griffiths (født 1950 i Auckland, New Zealand) er en new zealandsk komponist, barytonsanger og lærer.
Griffiths hører til nutidens betydningsfulde komponister i New Zealand. Han studerede komposition og sang på University of Auckland og på  Guildhall School of Music i London. Han har mest skrevet kormusik, operaer og sange, men har også skrevet orkesterværker, klaverstykker, solostykker for mange instrumenter og kammermusik. Griffiths har undervist i sang på bla. University of Auckland og University of Otago, og er tilknyttet ledelsen på  University of Waikato. Han har sunget og optrådt ved flere lejligheder som barytonsanger med  Auckland Philharmonia Orchestra og New Zealand Symphony Orchestra.

## Udvalgte værker
- "Et barn er født" - for kor
- Elegi - for cello
- Messe - for kor
- "Troende" salme - for kor og orkester
- "Guds ånd" - for baryton og kor